# Natalia Gaitán
Natalia Gaitán Laguado (Bogotá, 3 de abril de 1991) es una futbolista colombiana, juega como central y centrocampista para Independiente Santa Fe Femenino de la Liga Profesional Femenina de Fútbol de Colombia. Y actual gerente deportivo de Tigres Femenil.

## Biografía
Comenzó con el tenis y la natación, pero se decantó por el fútbol a los 10 años. Su padre y su hermano jugaban a fútbol y su madre a baloncesto y voleibol. A los cuatro años de edad fue diagnosticada con una leucemia y superó la enfermedad tras cuatro años de tratamiento.
Sus estudios universitarios en Marketing e International Business los realizó en la Universidad de Toledo en Estados Unidos.
Formada en la Escuela Gol Star de Bogotá, comenzó su carrera en el Internacional de Bogotá Femenino, con el que estuvo en la península escandinava, Argentina y Estados Unidos. A los 16 años fue llamada para integrar la absoluta de Colombia.
Ganó un campeonato suramericano sub-17, disputó el mundial de Nueva Zelanda sub-17 y el sub-20 de Alemania. 
En 2009, obtuvo una beca a Estados Unidos donde además de realizar sus estudios universitarios en la Universidad de Toledo jugó en la liga de fútbol femenino, en el Toledo Rockets.
Capitana de la Selección de fútbol femenino de Colombia, alcanzó los octavos de final del Mundial de Canadá 2015. Firmó por el Valencia CF Femenino en septiembre de 2015, procedente de la liga estadounidense como central defensa. Se desempeña con las valencianistas en el puesto de mediocentro. Desde la temporada 2015/16 hasta la actualidad ha vestido la camiseta del Valencia, siendo la primera capitana desde la campaña 2019/20.

#### Goles internacionales
| No. | Fecha               | Sede                           | Rival                 | Marcador | Resultado | Competición          |
| --- | ------------------- | ------------------------------ | --------------------- | -------- | --------- | -------------------- |
| 1   | 6 de agosto de 2019 | Estadio San Marcos, Lima, Perú | Bandera de Costa Rica | 2–0      | 4–3       | Juegos Panamericanos |

## Palmarés

### Torneos internacionales
| Título               | Equipo                         | Sede | Año  |
| -------------------- | ------------------------------ | ---- | ---- |
| Juegos Panamericanos | Selección femenina de Colombia | Perú | 2019 |